# Краснознаменськ (Московська область)
Краснознаменськ (рос. Краснознаменск) — місто обласного підпорядкування Московської області Росії; єдиний населений пункт і адміністративний центр однойменного міського округу (ЗАТЕ). Площа міського округу становить 13 км², що більш ніж у 2 рази перевищує площу урбанізованої частини Краснознаменськ - власне міста.
Краснознаменськ розташований за 41 км від федеральної автодороги M1 «Білорусь» на кордоні Одинцовського і Наро-Фоминського районів Московської області.
У Краснознаменську знаходиться дублюючий центр управління польотами, що є також і головний випробувальний центр випробувань та управління космічними засобами.
Населення міста - 33 778 осіб (2010).

## Історія
Історія Краснознаменська сходить до німецько-радянської війни. Для польотів у тил німців радянської дальньої авіації була потрібна пеленгаторна база, розташована в трьох точках. Однією з таких точок стало місце на краю лісового масиву поблизу села Сидорівська. Тут розташувалося одне з підрозділів полку зв'язку та забезпечення дальньої авіації.
У 1950 року було прийнято рішення про спорудження на місці дислокації підрозділу стаціонарного короткохвильового приймального радіоцентру (ПРЦ) для військ зв'язку дальньої авіації. Вибір розташування був обґрунтований наявністю в селі Сидорівське електричної підстанції з необхідним резервом потужності.
До осені 1952 року було споруджено сім фінських будиночків, які утворили дві вулиці. Перший триповерховий житловий будинок з червоної цегли був побудований у 1957 році. Незабаром відкрилися солдатський клуб та бібліотека, продовжилося будівництво технічних будівель, їдальні, лазні, першого стадіону. На початку 60-х років за населеним пунктом за номером освіти поштового відділення закріпилася назва Голіцино-2. У 1963 році почалося будівництво першого у військовому містечку дитячого саду, відчинив двері для пацієнтів медичний пункт, 13 вересня 1971 року пролунав перший дзвінок у середній школі на 1000 учнів.
У 1963 році на краю того ж лісового масиву почала розвиватися інша військова частина - ПРЦ військ зв'язку Ракетних Військ Стратегічного Призначення (РВСП). У 1964 вийшла постанова уряду про будівництво на цьому ж місці ЦКП КІК. На замовлення РВСП у 1964-1967 роках були введені у експлуатацію 9 житлових чотирьох- і п'ятиповерхових будинків, два гуртожитки, магазин, солдатський клуб, офіцерська їдальня, пробурена водозабірна свердловина і введені очисні споруди.
У 1966 році вийшла Постанова Уряду про будівництво на території частини корпусу для розміщення сучасних ЕОМ та інших технічних засобів центрального комплексу «Скат-Ц» системи «Скат». Так назвали майбутню автоматизовану систему управління (АСУ) космічними апаратами і засобами КІК. Будівлю було введено в експлуатацію у 1971 році, а роботу автоматизований центр розпочав у 1972 році.
На перше січня 1976 року населення селища вже становило близько 5 тисяч осіб, було зведено близько 20 житлових будинків.
У переддень 20-річчя Космічної ери 4 жовтня 1977 року КІК був нагороджений орденом Трудового Червоного Прапора. 24 листопада 1977 року указом Президії Верховної Ради РРФСР населений пункт Голіцино-2 був віднесений до категорії робочих селищ закритого типу обласного підпорядкування, тим же указом селищу було присвоєно найменування Краснознаменськ. Однак ця назва довгий час вважалося закритою, і у відкритих документах селище, а потім і місто іменувалися як і раніше Голіцино-2.
14 вересня 1981 року Указом Президії Верховної Ради РРФСР робітниче селище Краснознаменськ було перетворене у однойменне місто закритого типу обласного підпорядкування. До того часу населення селища вже досягнуло 10 тисяч осіб, а до 1988 року перевершило 20 тисяч. За час з 1976 року були побудовані 2 школи, 2 поліклініки, відділення госпіталю, п'ять дитячих садків, дві їдальні, дитяче кафе. До кінця 1981 року завершено будівництво Будинку офіцерів.
30 жовтня 1982 році на центральній площі міста було відкрито пам'ятник В. І. Леніну, створений архітектором Кербелем Левом Юхимовичем.

## Соціальні об'єкти
У місті зареєстровано 721 підприємство та установа, функціонують 4 загальноосвітніх установи, Професійне училище № 11, дитяча юнацька спортивна школа, музична школа, 7 дошкільних освітніх установ, Центр розвитку творчості дітей та юнацтва, Будинок офіцерів (гарнізону), Молодіжний Центр дозвілля. Видається міська газета «Імпульс», функціонує муніципальне телебачення «ТВР +».
У 2003 році відчинив двері Центр професійного навчання, на базі якого працюють філії декількох вищих навчальних закладів, зданий в експлуатацію стадіон «Зоря», що має поле з підігрівом. Зручне місце розташування та структура міського господарства дозволили проводити на його території змагання та фестивалі обласного і навіть російського масштабів.
У Краснознаменську функціонують центральна муніципальна бібліотека [Архівовано 2 червня 2013 у Wayback Machine.], чотири музеї. На високому рівні в місті система охорони здоров'я - поліклініка для дітей і дорослих, відділення швидкої допомоги, 150-й Центральний військовий госпіталь.

## Демографія

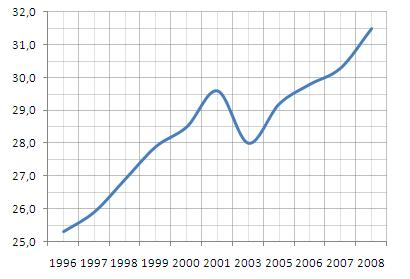
Динаміка чисельності населення Краснознаменськ

Станом на 2008 рік населення Краснознаменськ становила 31 517 осіб. У першому кварталі 2009 року народжуваність в місті перевищувала смертність на 40%, що є найкращим показником у Московській області і одним з найкращих у Росії. Середній вік жителів становить 30 років.
| Населення Краснознаменськ по роках (тис. чоловік) | Населення Краснознаменськ по роках (тис. чоловік) | Населення Краснознаменськ по роках (тис. чоловік) | Населення Краснознаменськ по роках (тис. чоловік) | Населення Краснознаменськ по роках (тис. чоловік) | Населення Краснознаменськ по роках (тис. чоловік) | Населення Краснознаменськ по роках (тис. чоловік) | Населення Краснознаменськ по роках (тис. чоловік) | Населення Краснознаменськ по роках (тис. чоловік) | Населення Краснознаменськ по роках (тис. чоловік) | Населення Краснознаменськ по роках (тис. чоловік) |
| ------------------------------------------------- | ------------------------------------------------- | ------------------------------------------------- | ------------------------------------------------- | ------------------------------------------------- | ------------------------------------------------- | ------------------------------------------------- | ------------------------------------------------- | ------------------------------------------------- | ------------------------------------------------- | ------------------------------------------------- |
| 1996                                              | 2000                                              | 2001                                              | 2003                                              | 2004                                              | 2005                                              | 2006                                              | 2007                                              | 2008                                              | 2009                                              | 2010                                              |
| 25,3                                              | 28,5                                              | 29,6                                              | 28,0                                              | 29,2                                              | 29,2                                              | 29,8                                              | 30,3                                              | 31,5                                              | 32,3                                              | 33,8                                              |

Чисельність населення міста Краснознаменськ на 01.01.2009 року - 32,3 тис. чоловік.
Значну частину населення Краснознаменська становлять молоді сім'ї, зокрема тому, що місто є одним із майданчиків, на яких будується житло за програмою щодо забезпечення молодих сімей. У місті є необхідна для молодих сімей інфраструктура: школи, дитячі садочки, центр розвитку творчості дітей та юнацтва, спорткомплекс «Зоря», молодіжний центр.

## Економіка та інфраструктура
Місто володіє розвиненою інженерною інфраструктурою (енергетика, газо-, тепло- і водопостачання, зв'язок, транспорт тощо), високим інтелектуальним потенціалом, ринком житла, екологічною безпекою, політичною стабільністю. Крім підприємств оборонного та науково-виробничого комплексів у місті успішно функціонують підприємства науково-технічної та інноваційної сфери. З метою розвитку інноваційної діяльності на території міста створена промислова зона площею близько 9000 м² для розміщення найефективніших проектів з випуску товарів народного споживання і продуктів харчування.
У місті працює лікеро-горілчаний завод «Традиції якості» компанії «Синергія».

## Місцеве самоврядування
Згідно зі статутом Сільського округу до органів місцевого самоврядування Краснознаменськ відносяться:
- Голова міського округу;
- Рада депутатів;
- Адміністрація міського округу;
- Контрольне управління міського округу.[7]

Рада депутатів є представницьким органом місцевого самоврядування міста і складається з 20 депутатів, що обираються на муніципальних виборах строком на 4 роки. На виборах 11 жовтня 2009 році серед обраних депутатів виявився лише один, висунутий партією «Справедлива Росія», інші депутати були самовисуванцями.
Голова міста обирається Радою депутатів. З головою адміністрації Краснознаменська (це окрема посадова особа) радою депутатів міста укладається контракт.
19 жовтня 2010 відбулася інавгурація голови міського округу Краснознаменськ Тришина Анатолія Григоровича, обраного на посаду рішенням Ради депутатів № 366/19 від 21.09.2010 року, раніше цю посаду займав Миколаїв Олексій Віталійович.

## Відомі уродженці міста
- Ірина Тонева (нар. 1977 р.) — солістка групи Фабрика.